# Municipio de Concord (condado de Miami)
El municipio de Concord (en inglés: Concord Township) es un municipio ubicado en el condado de Miami en el estado estadounidense de Ohio. En el año 2010 tenía una población de 30353 habitantes y una densidad poblacional de 321,62 personas por km².

## Geografía
El municipio de Concord se encuentra ubicado en las coordenadas 40°2′38″N 84°14′37″O / 40.04389, -84.24361. Según la Oficina del Censo de los Estados Unidos, el municipio tiene una superficie total de 94.37 km², de la cual 93 km² corresponden a tierra firme y (1.46%) 1.38 km² es agua.

## Demografía
Según el censo de 2010, había 30353 personas residiendo en el municipio de Concord. La densidad de población era de 321,62 hab./km². De los 30353 habitantes, el municipio de Concord estaba compuesto por el 90.86% blancos, el 3.66% eran afroamericanos, el 0.19% eran amerindios, el 2.45% eran asiáticos, el 0.01% eran isleños del Pacífico, el 0.59% eran de otras razas y el 2.24% pertenecían a dos o más razas. Del total de la población el 1.74% eran hispanos o latinos de cualquier raza.